# Zamość Starówka
Zamość Starówka – kolejowy przystanek osobowy w  Zamościu, w województwie lubelskim, w Polsce. Znajduje się przy ul. Peowiaków (w centrum miasta, na wschód od Starego Miasta).

## Ruch pasażerski
| Rok  | Wymiana pasażerska na dobę |
| ---- | -------------------------- |
| 2017 | 20-49                      |
| 2022 | 100-149                    |

Jest jednym z trzech miejsc planowego zatrzymywania się pociągów pasażerskich na terenie miasta, obok stacji Zamość i przystanku Zamość Wschód.

## Ruch pociągów
Przystanek obsługuje połączenia pospieszne – codzienne pociągi InterCity do stacji:
- Hrubieszów Miasto (przez: Werbkowice),
- Kraków Główny (przez: Biłgoraj, Stalową Wolę, Tarnobrzeg, Dębicę),
- Świnoujście (przez: Lublin, stację Warszawa Centralna, Poznań, Szczecin)

oraz połączenia osobowe – pociągi Regio do stacji/przystanków:
- Bełżec[6] (przez: Zawadę, Zwierzyniec, Susiec),
- Lublin Główny (przez: Zawadę, Krasnystaw, Świdnik),
- Zamość Wschód,
- Zawada, gdzie są skomunikowane z pociągami Regio do Bełżca.

## Powiązania komunikacyjne
Przystanek stanowi część kolejowo-drogowego węzła przesiadkowego. W jego pobliżu znajduje się obszerny parking, postój TAXI oraz przystanki autobusowe dla komunikacji miejskiej: Peowiaków Starówka (służący również dla komunikacji lokalnej i dalekobieżnej - PKS, busy), Peowiaków Cmentarz i Brama Lwowska.